# Fotbalem k přátelství
Fotbalem k přátelství (anglicky FOOTBALL FOR FRIENDSHIP) „Fotbalem k přátelství“ je název každoročního mezinárodního sociálního projektu pro děti, organizovaného akciovou společností Gazprom. Cílem projektu je propagovat u mladší generace důležité hodnoty a zájem o zdravý životní styl prostřednictvím fotbalu. V rámci programu se fotbalisté ve věku 12 let z různých zemí účastní každoročního mezinárodního dětského fóra, Mistrovství světa „Fotbalem k přátelství“ a Mezinárodního dne fotbalu a přátelství. Program je podporován FIFA, UEFA, OSN, Olympijským a Paralympijským výborem, hlavami států, vládami a fotbalovými federacemi různých zemí, mezinárodními charitativními nadacemi, veřejnými organizacemi a předními fotbalovými kluby na planetě. Globálním organizátorem programu je AGT Communications Group (Rusko).

## Historie

### Fotbalem k přátelství 2013
První mezinárodní dětské fórum Fotbalem k přátelství se konalo v Londýně 25. května 2013 a zúčastnilo se ho 670 dětí z 8 zemí: z Bulharska, Velké Británie, Maďarska, Německa, Řecka, Ruska, Srbska a Slovinska. Rusko reprezentovalo 11 fotbalových mužstev z 11 ruských měst, kde se v roce budou odehrávat zápasy fotbalového Mistrovství světa FIFA 2018. Fóra se dále zúčastnily mládežnické týmy klubů Zenit, Chelsea, Schalke 04 a Crvena Zvezda, vítězové sportovního dne Gazprom a vítězové festivalu Fakel (Pochodeň).
Děti během fóra hovořily se svými vrstevníky z jiných zemí a se slavnými fotbalisty a také navštívily finále Ligy mistrů UEFA 2012/2013 na stadionu ve Wembley.
Výsledkem fóra byl otevřený dopis, v němž jeho dětští účastníci formulovali osm hodnot programu: přátelství, rovnost, spravedlnost, zdraví, mír, oddanost, vítězství a tradice. Tento dopis byl posléze zaslán čelným představitelům UEFA, FIFA a MOV (Mezinárodního olympijského výboru). V září 2013 Sepp Blatter během setkání s Vladimirem Putinem a Vitalijem Mutkem potvrdil, že dopis obdržel, a prohlásil, že je program Fotbalem k přátelství připraven podporovat.

### Fotbalem k přátelství 2014
Druhý ročník programu Fotbalem k přátelství se konal ve dnech 23.–25. května 2014 v Lisabonu a zúčastnilo se ho přes 450 mladých fotbalistů ze 16 zemí: Běloruska, Bulharska, Velké Británie, Maďarska, Německa, Itálie, Nizozemska, Polska, Portugalska, Ruska, Srbska, Slovinska, Turecka, Ukrajiny, Francie a Chorvatska. Mladí fotbalisté se zúčastnili mezinárodního fóra Fotbalem k přátelství a turnaje v malém fotbale a navštívili finále Ligy mistrů UEFA 2013/2014. Vítězem mezinárodního turnaje v malém fotbale se v roce 2014 stal portugalský tým Benfica Lisabon, resp. mužstvo jeho mladých nadějí.
Výsledkem druhého ročníku programu byla volba lídra hnutí Fotbalem k přátelství. Stal se jím Filipe Soares z Portugalska. V červnu 2014 navštívil jako lídr hnutí devátý ročník mezinárodního mládežnického fotbalového turnaje, který se konal na památku Jurije Andrejeviče Morozova.

### Fotbalem k přátelství 2015
Třetí ročník mezinárodního společenského programu Fotbalem k přátelství se konal v červnu 2015 v Berlíně. Programu se poprvé zúčastnili mladí hráči z Asie – mládežnické týmy z Japonska, Číny a Kazachstánu. Třetího ročníku se zúčastnilo celkem 24 fotbalových týmů z 24 zemí.
Mladí fotbalisté hovořili se svými vrstevníky z ostatních zemí a s fotbalovými hvězdami včetně globálního ambasadora programu, Franze Beckenbauera, a také se zúčastnili mezinárodního turnaje juniorek v malém fotbale. Vítězem mezinárodního turnaje v malém fotbale se v roce 2015 stal juniorský tým rakouského Rapidu Vídeň. O událostech třetího ročníku programu Fotbalem k přátelství referovalo na 200 novinářů z předních světových publikací a také 24 mladých reportérů z Evropy a Asie, kteří se zapojili do práce Mezinárodního dětského tiskového centra.
Ročník 2015 vyvrcholil slavnostním předáním Poháru devíti hodnot, který získal španělský fotbalový klub Barcelona [14]. Vítěze zvolily v předvečer fóra děti, které hlasovaly v globální volbě konané ve všech 24 účastnických zemích. Na závěr fóra všichni účastníci tradičně navštívili finále Ligy mistrů UEFA 2014/2015, které se odehrálo na Olympijském stadionu v Berlíně.

### Fotbalem k přátelství 2016
Začátek ročníku 2016 mezinárodního společenského programu pro děti Fotbalem k přátelství byl vyhlášen na online tiskové konferenci prostřednictvím služby Hangout, která se konala 24. března v Mnichově za účasti globálního ambasadora programu Franze Beckenbauera.
Čtvrtého ročníku programu se zúčastnilo 8 nových mládežnických týmů z Ázerbájdžánu, Alžírska, Arménie, Argentiny, Brazílie, Vietnamu, Kyrgyzstánu a Sýrie, takže celkový počet účastnických zemí dosáhl čísla 32.
Dne 5. dubna 2016 začalo hlasování o udělení jedinečného Poháru devíti hodnot. Do hlasování o vítězi se zapojili fotbaloví fanoušci z celého světa, ovšem o celkovém vítězi rozhodly hlasy účastníků programu Fotbalem k přátelství. Pohár získal německý fotbalový klub Bayern Mnichov. Účastníci programu Fotbalem k přátelství ocenili tento klub za aktivity zaměřené podporu dětí se speciálními potřebami a iniciativy směřující k poskytování péče dětem v různých zemích a těm, kteří ji potřebují.
Čtvrté mezinárodní dětské fórum Fotbalem k přátelství a finálový zápas mezinárodního mládežnického turnaje v malém fotbale se konaly v Miláně ve dnech 27.-28. května 2016. Vítězem turnaje se stal slovinský tým Maribor. Na závěr fóra všichni účastníci tradičně navštívili finále Ligy mistrů UEFA. O událostech v průběhu fóra referovalo více než 200 novinářů z předních světových médií i z Mezinárodního dětského tiskového střediska, kde působili i mladí novináři z účastnických zemí.
Čtvrtého ročníku fóra Fotbalem k přátelství se zúčastnili i mladí fotbalisté syrského klubu Al-Wahda, což představovalo bezprecedentní událost. Zařazení syrského týmu mezi účastníky programu a účast syrských dětí na událostech v Miláně byly důležitým krokem k překonání humanitární izolace této země. Arabská sportovní redakce mezinárodní televizní stanice Russia Today natočila s podporou syrské fotbalové federace o dětských účastnících projektu dokumentární film „Tři dny bez války“. Premiéru tohoto filmu zhlédlo 14. září 2016 v Damašku více než 7 000 lidí.

### Fotbalem k přátelství 2017
Za místo konání ročníku mezinárodního dětského společenského projektu Fotbalem k přátelství v roce 2017 byl vybrán Sankt-Petěrburg (Rusko) a finálové zápasy se odehrály od 26. června do 3. července.
Počet účastnických zemí se v roce 2017 zvýšil z 32 na 64. Akce Fotbalem k přátelství se v tomto ročníku poprvé zúčastnily děti z Mexika a z USA. Projektu se tedy zúčastnili mladí hráči ze čtyř kontinentů – Afriky, Eurasie, Severní a Jižní Ameriky.
Pátý ročník programu se konal podle nové koncepce: byl vybrán vždy jeden mladý fotbalista, který reprezentoval svoji zemi. Děti vytvořily osm mezinárodních týmů, Skupin přátelství, které byly složeny z chlapců a dívek ve věku 12 let, včetně dětí se zdravotním postižením.
Během otevřeného losování bylo oznámeno složení týmů a herní pozice zástupců účastnických zemí. Losování proběhlo v režimu internetové konference. Každý z osmi Týmů přátelství vedl mladý trenér: Rene Lampert (Slovinsko), Štefan Maximovič (Srbsko), Brandon Shabani (Velká Británie), Charlie Suj (Čína), Anatolij Čentulojev (Rusko), Bogdan Krolevecký (Rusko), Anton Ivanov (Rusko), Emma Henschenová (Nizozemsko). Losování se zúčastnila i zástupkyně mezinárodního tiskového centra programu Fotbalem k přátelství Lily Matsumotová (Japonsko).
Vítězem Mistrovství světa programu Fotbalem k přátelství v roce 2017 se stal „oranžový“ tým, do něhož patřili trenér a mladí fotbalisté z devíti zemí: Rene Lampert (Slovinsko), Hong Jun Marvin Tue (Singapur), Paul Puig I Montana (Španělsko), Gabriel Mendoza (Bolívie), Ravan Kazimov (Ázerbájdžán), Chisimir Stanimirov Stančev (Bulharsko), Ivan Agustin Casco (Argentina), Roman Horák (Česko), Hamzah Yusuf Nuri Alhavvat (Libye).
Mezinárodní dětské fórum Fotbalem k přátelství v roce 2017 navštívili Viktor Zubkov (předseda představenstva akciové společnosti Gazprom) [38], Fatma Samura (generální sekretář FIFA), Philippe Le Flock (generální obchodní ředitel FIFA), Júlio Baptista (brazilský fotbalista), Ivan Zamorano (chilský útočník), Alexander Keržakov (ruský fotbalista) a další hosté, kteří byli přizváni, aby v mladší generaci propagovali klíčové lidské hodnoty.
V roce 2017 projekt svedl dohromady více než 600 000 lidí a závěrečných událostí v Sankt-Petěrburgu se zúčastnilo více než 1 000 dětí a dospělých ze 64 zemí.

### Fotbalem k přátelství 2018
V roce 2018 se šestý ročník programu Fotbalem k přátelství konal od 15. února do 15. června. Závěrečné události se konaly v Moskvě před Mistrovstvím světa FIFA 2018. Mladí fotbalisté a novináři reprezentující 211 zemí a oblastí světa se stali účastníky programu. Oficiálním začátkem programu v roce 2018 bylo otevřené losování Fotbalem k přátelství v přímém přenosu, na jehož základě bylo vytvořeno 32 mezinárodních fotbalových týmů – Týmů přátelství.
V roce 2018 byly v rámci poslání zaměřeného na ochranu životního prostředí Týmy přátelství nazvány podle vzácných a ohrožených živočišných druhů.
African Elephant
Komodo Dragon
Kipunji
Big Turtle
Dama Gazelle
Cheetah
Rhinoceros
Angel Shark
Polar Bear
Lemur
Grizzly Bear
Whale Shark
Three-Toed Sloth
King Cobra
Chimpanzee
Gharial
Western Gorilla
Imperial Woodpecker
Saiga
Blond Capuchin
Koala
Siberian Tiger
Grévy's Zebra
Orangutan
Giant Panda
Magellanic Penguin
Rothschild's Giraffe
Humpback Whale
African Wild Dog
Lion
Hippopotamus
Galápagos Sea Lion
Také v rámci poslání zaměřeného na ochranu životního prostředí 2018 dne 30. května byla zahájena mezinárodní akce Happy Buzz Day vyzývající světové společenství, aby podpořilo organizace na záchranu vzácných živočišných druhů. K akci se připojily národní parky a přírodní rezervace Ruska, USA, Nepálu a Velké Británie. Také během závěrečných událostí programu Fotbalem k přátelství v Moskvě se účastníci jezdili ekologickými autobusy poháněnými zemním plynem.
Země a oblasti, které se v roce 2018 účastní programu Fotbalem k přátelství:
1. Australské společenství
2. Rakouská republika
3. Ázerbájdžánská republika
4. Alžírská demokratická a lidová republika
5. Americké Panenské ostrovy
6. Americká Samoa
7. Anguilla
8. Antigua a Barbuda
9. Egyptská arabská republika
10. Argentinská republika
11. Aruba
12. Barbados
13. Belize
14. Bermudské ostrovy
15. Bolívarovská republika Venezuela
16. Bosna a Hercegovina
17. Britské Panenské ostrovy
18. Burkina Faso
19. Velkovévodství lucemburské
20. Maďarsko
21. Uruguayská východní republika
22. Republika Gabon
23. Guinejská republika
24. Gibraltar
25. Sultanát Brunej
26. Stát Izrael
27. Stát Katar
28. Stát Kuvajt
29. Libyjský stát
30. Stát Palestina
31. Grenada
32. Řecká republika
33. Gruzie
34. Východotimorská demokratická republika
35. Demokratická republika Kongo
36. Demokratická republika Svatý Tomáš a Princův ostrov
37. Srílanská demokratická socialistická republika
38. Dominikánská republika
39. Jordánské hášimovské království
40. Afghánská islámská republika
41. Íránská islámská republika
42. Mauritánská islámská republika
43. Italská republika
44. Jemenská republika
45. Kajmanské ostrovy
46. Kanada
47. Čínská lidová republika
48. Čínská Tchaj-pej (Tchaj-wan)
49. Andorrské knížectví
50. Lichtenštejnské knížectví
51. Guyanská kooperativní republika
52. Korejská lidově demokratická republika
53. Království Bahrajn
54. Belgické království
55. Bhútánské království
56. Dánské království
57. Španělské království
58. Kambodžské království
59. Království Lesotho
60. Marocké království
61. Nizozemské království
62. Norské království
63. Království Saúdská Arábie
64. Svazijské království
65. Thajské království
66. Království Tonga
67. Švédské království
68. Kyrgyzská republika
69. Curaçao
70. Laoská lidově demokratická republika
71. Lotyšská republika
72. Libanonská republika
73. Litevská republika
74. Malajsie
75. Maledivská republika
76. Spojené státy mexické
77. Mnohonárodnostní stát Bolívie
78. Mongolsko
79. Montserrat
80. Bangladéšská lidová republika
81. Nezávislý stát Papua Nová Guinea
82. Nezávislý stát Samoa
83. Nový Zéland
84. Nová Kaledonie
85. Tanzanská sjednocená republika
86. Spojené arabské emiráty
87. Cookovy ostrovy
88. Ostrovy Turks a Caicos
89. Albánská republika
90. Angolská republika
91. Arménská republika
92. Běloruská republika
93. Beninská republika
94. Bulharská republika
95. Botswanská republika
96. Burundská republika
97. Vanuatská republika
98. Republika Haiti
99. Republika Gambie
100. Republika Ghana
101. Guatemalská republika
102. Republika Guinea-Bissau
103. Honduraská republika
104. Džibutská republika
105. Zambijská republika
106. Republika Zimbabwe
107. Indická republika
108. Indonéská republika
109. Irácká republika
110. Irská republika
111. Islandská republika
112. Republika Kazachstán
113. Keňská republika
114. Kyperská republika
115. Kolumbijská republika
116. Konžská republika
117. Korejská republika
118. Kosovská republika
119. Kostarická republika
120. Republika Pobřeží slonoviny
121. Kubánská republika
122. Liberijská republika
123. Mauricijská republika
124. Madagaskarská republika
125. Makedonská republika
126. Malawiská republika
127. Maliská republika
128. Maltská republika
129. Mosambická republika
130. Moldavská republika
131. Namibijská republika
132. Republika Niger
133. Nikaragujská republika
134. Kapverdská republika
135. Pákistánská islámská republika
136. Panamská republika
137. Paraguayská republika
138. Peruánská republika
139. Polská republika
140. Portugalská republika
141. Rwandská republika
142. Nejvznešenější republika San Marino
143. Seychelská republika
144. Senegalská republika
145. Republika Srbsko
146. Republika Singapur
147. Republika Slovinsko
148. Republika Myanmarský svazová
149. Súdánská republika
150. Surinamská republika
151. Republika Sierra Leone
152. Republika Tádžikistán
153. Republika Trinidad a Tobago
154. Turkmenská republika
155. Ugandská republika
156. Republika Uzbekistán
157. Fidžijská republika
158. Filipínská republika
159. Chorvatská republika
160. Čadská republika
161. Černá Hora
162. Chilská republika
163. Ekvádorská republika
164. Republika Rovníková Guinea
165. Salvadorská republika
166. Jihosúdánská republika
167. Kamerunská republika
168. Ruská federace
169. Rumunsko
170. Zvláštní správní oblast Čínské lidové republiky Hongkong
171. Svobodný přidružený stát Portoriko
172. Severní Irsko
173. Svatý Vincenc a Grenadiny
174. Svatá Lucie
175. Syrská arabská republika
176. Slovenská republika
177. Bahamské společenství
178. Dominické společenství
179. Spojené království Velké Británie a Severního Irska
180. Spojené státy americké
181. Šalomounovy ostrovy
182. Vietnamská socialistická republika
183. Komorský svaz
184. Zvláštní administrativní oblast Čínské lidové republiky Macao
185. Sultanát Omán
186. Tahiti
187. Guam
188. Republika Togo
189. Tuniská republika
190. Turecká republika
191. Ukrajina
192. Wales
193. Faerské ostrovy
194. Nepálská federativní demokratická republika
195. Etiopská federativní demokratická republika
196. Brazilská federativní republika
197. Spolková republika Německo
198. Nigerijská federativní republika
199. Somálská federativní republika
200. Federace Svatý Kryštof a Nevis
201. Finská republika
202. Francouzská republika
203. Středoafrická republika
204. Česká republika
205. Švýcarská konfederace
206. Skotsko
207. Eritrea
208. Estonská republika
209. Jihoafrická republika
210. Jamajka
211. Japonsko
Mistrovství světa Fotbalem k přátelství 2018 se zúčastnilo 32 Týmů přátelství. Poprvé v historii projektu závěrečnou hru komentoval mladý komentátor ze Sýrie Jazn Taha, a zápas byl souzen mladým rozhodčím z Ruska Bogdanem Batalinem.
Vítězem Mistrovství světa Fotbalem k přátelství 2018 se stal tým Chimpanzee, který zahrnoval mladé fotbalisty z Dominiky, Svatého Kryštofa a Nevisu, Malawi, Kolumbie, Beninu a Demokratické republiky Kongo. Trénoval tento tým mladý účastník ze Saranska Vladislav Poljakov.
Závěrečnou událostí šestého ročníku programu se stalo Mezinárodní dětské fórum Fotbalem k přátelství, které se konalo 13. června v Centru oceánografie a mořské biologie Moskvarium. Fórum navštívili Viktor Zubkov (předseda představenstva akciové společnosti Gazprom), Olga Golodec (místopředsedkyně vlády Ruské federace), Iker Casillas (španělský fotbalista, bývalý kapitán národního týmu), Alexander Keržakov (ruský fotbalista, trenér juniorského národního fotbalového týmu Ruska), zástupci 54 velvyslanectví z celého světa a další hosté.
Na fóru byli oceněni nejlepší mladí fotbalisté šestého ročníku: Deo Kalenga Mwenze z Demokratické republiky Kongo (nejlepší útočník), Yamiru Ouru z Beninu (nejlepší záložník), Ivan Volynkin z Walesu (nejlepší brankář) a Gustavo Sintra Rocha z Brazílie (MVP).
Nejlepším Mladým novinářem programu Fotbalem k přátelství v roce 2018 se stala Sheikali Asension z Aruby. Dívka má blog a vyzývá mládež Oceánie ke zvýšení environmentálního povědomí.
Na fóru se uskutečnila prezentace knihy a autogramiáda účastníce předchozího ročníku z Indie Ananya Kamboj. Po ukončení pátého ročníku Fotbalem k přátelství v roce 2017 Ananya napsala knihu My journey from Mohali to St. Petersburg o své zkušenosti z účastí jako Mladého novináře. V knize vyprávěla o devíti hodnotách programu pomáhajících změnit svět k lepšímu.
Dne 14. června po ukončení Mezinárodního dětského fóra Fotbalem k přátelství, se Mladí fotbalisté a novináři zúčastnili slavnostního zahájení Mistrovství světa FIFA 2018 v Rusku. Na stadionu Lužniki děti slavnostně zvedly vlajky všech 211 zemí a oblasti, které se letos zúčastnily programu. Poté mladí účastníci Fotbalem k přátelství sledovali zahajovací zápas mezi národními týmy Ruska a Saúdské Arábie.
Prezident Ruské federace Vladimir Putin pozval Mladého velvyslance programu Fotbalem k přátelství z Ruska Alberta Zinnatova do své lóže, aby společně sledovali zahajovací zápas. Tam mladík mluvil s Robertem Carlosem, světovým šampionem z Brazílie, stejně jako se španělským fotbalistou Ikerem Casillasem.
Více než 1500 dětí a teenagerů z 211 zemí a oblasti se zúčastnilo závěrečných událostí v Moskvě. Celkově bylo v rámci šestého ročníku uspořádáno více než 180 událostí v různých oblastech světa, kterých se zúčastnilo více než 240 tisíc dětí.
V roce 2018 projekt podpořili zástupci vlády. Místopředsedkyně vlády Ruské federace Olga Golodec přečetla uvítací projev prezidenta Ruska Vladimira Putina k účastníkům a hostům Mezinárodního dětského fóra. Předseda vlády Ruské Federace Dmitrij Medveděv poslal pozdravný telegram účastníkům a hostům šestého Mezinárodního dětského fóra Fotbalem k přátelství.
Během brífingu dne 23. května oficiální mluvčí ruského MZV Marija Zacharova poznamenala, že v současnosti je program Fotbalem k přátelství vnímán ve světovém společenství jako důležitá humanitární složka mezinárodní sociální politiky Ruska.
Tradičně program Fotbalem k přátelství podporuje FIFA. Organizace poznamenala, že celkový počet účastníků a hostů závěrečných událostí v Moskvě dosáhl 5 000 lidí.

### Fotbalem k přátelství 2019
Zahájení sedmé sezóny mezinárodního dětského sociálního programu Fotbal pro přátelství se uskutečnilo 18. března 2019, závěrečné akce se konaly v Madridu od 28. května do 2. června.
Mezinárodní den fotbalu a přátelství 25. dubna se oslavoval ve více než 50 zemích Evropy, Asie, Afriky, Severní a Jižní Ameriky, ke kterým se připojil také Ruský fotbalový svaz (RFS).
Dne 30. května se v Madridu konalo mezinárodní fórum sociálního programu Gazprom pro děti Fotbal pro přátelství 2019. Na fóru se sešli odborníci z celého světa – fotbaloví trenéři, lékaři dětských týmů, hvězdy, novináři z předních mezinárodních médií, zástupci mezinárodních fotbalových akademií a federací.
Největší nadnárodní fotbalový trénink na světě se konal 31. května v Madridu. V důsledku školení obdržel program Fotbal pro přátelství oficiální certifikát GUINNESS WORLD RECORDS ®.
Během sedmé sezóny vytvořilo 32 mladých novinářů z Evropy, Afriky, Asie, Severní a Jižní Ameriky složení mezinárodního dětského tiskového centra programu Fotbal pro přátelství, které pokrývalo závěrečné události programu a podílelo se na přípravě materiálů ve spolupráci s mezinárodními a národními médii.
Účastníci sedmé sezóny předali fotbalovému klubu Liverpool jako nejvíce společensky odpovědnému týmu Pohár Devíti hodnot (cena mezinárodního sociálního programu pro děti Fotbal pro přátelství).
Dne 1. června vyvrcholila sedmá sezóna na fotbalovém hřišti UEFA Pitch v Madridu – finálovém zápase mistrovství světa ve Fotbale pro přátelství. Podle jeho výsledků hrál národní tým Antiguanský závodník s Tasmánským ďáblem, v zápase byla skóre uzamčena na 1:1 po regulačním čase, poté Antiguanský závodník vyhrál penaltový rozstřel a získal hlavní cenu.

### Fotbalem k přátelství  2020
V roce 2020 se závěrečné akce osmé sezóny Fotbalu pro přátelství  konaly online na digitální platformě ve dnech 27. listopadu do 9. prosince 2020. Více než 10 000 účastníků z více než 100 zemí světa se připojilo ke klíčovým událostem.
Pro osmou sezónu Mistrovství světa ve Fotbale přátelství byl vyvinut online fotbalový simulátor pro více hráčů programu, na jehož základě se konal online šampionát Fotbal pro přátelství 2020. Hra je celosvětově dostupná ke stažení od 10. prosince 2020 - Světového dne fotbalu. Uživatelé mají možnost účastnit se zápasů podle pravidel Fotbalu pro přátelství, sdružujících se v mezinárodních týmech. Hra pro více hráčů je založena na základních hodnotách programu, jako je přátelství, mír a rovnost.
Dne 27. listopadu se uskutečnilo otevřené losování Mistrovství světa ve Fotbale přátelství online 2020.
Ve dnech 28. listopadu do 6. prosince se konal mezinárodní online tábor přátelství s humanitárními a sportovními vzdělávacími programy pro děti.
Ve dnech 30. listopadu do 4. prosince se konala zasedání mezinárodního online fóra Fotbal pro přátelství, na kterém byly představeny projekty v oblasti rozvoje dětského sportu. Odborná porota ocenila prezentaci projektů ucházejících se o mezinárodní cenu Fotbal pro přátelství.
Ve dnech 7. a 8. prosince se konal online světový šampionát Fotbal pro přátelství. Letošní šampionát se konal v online formátu na digitální platformě a pro tento účel byl speciálně vyvinut fotbalový simulátor pro více hráčů Fotbal pro přátelství (Football for Friendship).
Dne 9. prosince se konalo velké finále Fotbalu pro přátelství
Během osmé sezóny programu proběhla série webinářů pro děti z různých zemí na podporu 75. výročí OSN.
Během osmé sezóny programu byla ve spolupráci s fotbalovými freestylery z celého světa spuštěna týdenní show „Stadion je tam, kde jsem já“. V každé epizodě učili freestylery mladé ambasadory provádět triky a na konci každé epizody byla vyhlášena soutěž o nejlepší trikové představení. Přehlídka skončila globálním online master classem, s kterým se program Fotbal pro přátelství stal podruhé držitelem Guinnessova rekordu, pokud jde o počet zúčastněných účastníků (6. prosince 2020).
Redaktoři dobrých zpráv – to je týdenní pořad, který zahájili mladí novináři program Fotbal pro přátelství, ve kterém děti sdílely s diváky pozitivní zprávy z celého světa.

### Fotbalem k přátelství  2021
V roce 2021 se finálové akce devátého ročníku "Fotbalu pro přátelství" konaly v on-line režimu na digitální platformě "Fotbalu pro přátelství" od 14. do 29. května, kdy sjednotily více než 200 zemí světa.
25. dubna na Mezinárodní den fotbalu a Přátelství se konalo veřejné losování celosvětového on-line šampionátu ve "Fotbale pro přátelství" 2021.
V rámci ročníku se konal Mezinárodní on-line tábor Přátelství s humanitárním a sportovně vzdělávacím programem pro děti.
Konalo se Mezinárodní on-line fórum "Fotbal pro přátelství", kde fotbalové akademie z celého světa předložily projekty ve sféře rozvoje dětského sportu. Na základě výsledků prezentací odborná porota určila laureáty Mezinárodní ceny "Fotbalu pro přátelství", kterými se staly akademie z Afghánistánu, Indie, Srí Lanky a Toga.
Konal se Celosvětový on-line šampionát ve "Fotbale pro přátelství" na platformě speciálně vyvinutého multiuživatelského fotbalového simulátoru Football for Friendship World. Ve finále šampionátu zvítězil tým "Argali", v jehož sestavě hráli děti z Aruby, Belize, Guantemaly, Kostariky a Mexika.
Účastníci devátého ročníku byl pro program třetí Světový Guinnessův rekord" za nejvyšší počet návštěvníků virtuálního stadiónu na světě.
29. května se konalo Grand finále "Fotbalu pro přátelství".
"Fotbal pro přátelství": Mezinárodní dětská zpravodajská kancelář EURO 2020
V rámci šampionátu UEFA EURO 2020 vystoupil program "Fotbal pro přátelství" s iniciativou mezinárodní dětské zpravodajské kanceláře za účasti Mladých žurnalistů "Fotbalu pro přátelství" z 11 zemí, kde se šampionát konal.
Mladí žurnalisté navštívili všechny mistrovské zápasy ve svých zemích přiblížili je miliónům svých vrstevníků ve světě prostřednictvím prizmatu Devíti hodnot, které sdílejí milióny účastníků programu.
Mladí žurnalisté absolvovali školení ve Škole "Devíti hodnot" programu "Fotbal pro přátelství". Kromě hodnot bylo školení věnováno současným trendům sportovní žurnalistiky a dovednostem mobilní žurnalistiky.

## Mistrovství světa programu Fotbalem k přátelství
V rámci programu Fotbalem k přátelství se koná mezinárodní turnaj v dětském fotbale. Týmy účastnící se mistrovství –Týmy přátelství – se sestavují během otevřeného losování. Týmy se sestavují na základě hlavní myšlenky programu Fotbalem k přátelství: v jednom týmu hrají vždy sportovci různých národností, různého pohlaví a s různými fyzickými schopnostmi.
V roce 2019 se Fórum transformovalo na místo pro výměnu zkušeností mezi odborníky ve sféře sportu a vzdělávání.
V roce 2020 byla v rámci Fóra iniciována cena "Fotbalu pro přátelství".

## Mezinárodní dětské fórum Fotbalem k přátelství
Na každoročním mezinárodním dětském fóru Fotbalem k přátelství mladí zástupci projektu s dospělými diskutují o propagaci a rozvoji hodnot projektu na celém světě. Během fóra se děti setkávají a hovoří se svými vrstevníky z jiných zemí, slavnými fotbalisty, novináři a veřejně známými osobami a stávají se mladými ambasadory, kteří v budoucnosti budou nadále samostatně propagovat obecné hodnoty mezi svými vrstevníky.

## Mezinárodní dětské tiskové středisko
Zvláštním prvkem programu Fotbalem k přátelství je jeho vlastní Mezinárodní dětské tiskové středisko. Součástí projektu Fotbalem k přátelství se stalo poprvé v roce 2014. Mladí novináři v tiskovém středisku referují o událostech v rámci programu ve svých zemích: připravují zprávy pro národní i mezinárodní sportovní média, účastní se tvorby materiálů pro TV kanál Fotbalem k přátelství, dětské noviny Fotbalem přátelství a oficiální rozhlasovou stanici programu. V Mezinárodním dětském tiskovém středisku se setkávají vítězové národních soutěží a nejlepšího mladého reportéra, mladí blogeři, fotografové a spisovatelé. Mladí novináři z tiskového střediska prezentují svůj pohled na program ve formátu „děti o dětech“.

## Mezinárodní den fotbalu a přátelství
V rámci programu Fotbalem k přátelství se vždy 25. dubna slaví Mezinárodní den fotbalu a přátelství. Poprvé se tento den slavil v roce 2014 v 16 zemích. V tento den probíhají přátelské zápasy, akce typu flashmob, rozhlasové maratony, odborné přednášky s účastí osobností, televizní programy, otevřené tréninky apod. Těchto oslav se zúčastnilo přes 50 000 lidí.
V roce 2014 se Mezinárodní den fotbalu a přátelství slavil ve 24 zemích. Oslavy zahrnovaly přátelské fotbalové zápasy a další akce. V Německu vedli otevřený trénink hráči Schalke 04, v Srbsku byli fotbalisté hosty televizního programu, na Ukrajině se konal zápas mezi mládežnickým týmem Volyň FC a dětmi registrovanými v městském středisku sociálních služeb pro rodiny, děti a mladé lidi ve městě Luck.
V Rusku se Mezinárodní den fotbalu a přátelství slavil 25. dubna v 11 městech. Ve městech Vladivostok, Novosibirsk, Jekatěrinburg, Krasnojarsk, Barnaul, Sankt-Petěrburg a Saransk proběhly jako připomínka klíčových hodnot programu přátelské fotbalové zápasy. V Krasnojarsku, Soči a Rostově na Donu se konaly Štafety přátelství za účastí nositelů pochodně štafety s pochodní pro Zimní olympijské hry v roce 2014. V Moskvě byl s podporou Federace nevidomých uspořádán Turnaj rovných možností. Dne 5. května se Den fotbalu a přátelství slavil ve městech Nižnij Novgorod a Kazaň.
V roce 2016 se Mezinárodní den fotbalu a přátelství slavil ve 32 zemích. V Rusku proběhly jeho oslavy v devíti městech: Moskvě, Sankt-Petěrburgu, Novosibirsku, Barnaulu, Birobidžanu, Irskutsku, Krasnodaru, Nižním Novgorodu a Rostově na Donu. Nižnij Novgorod hostil přátelský zápas mladých fotbalistů klubu Volga FC a dospělí hráči klubu vedli rozcvičení před zápasem a trénink dětí. V rámci přátelského zápasu v Novosibirsku hrály i děti s postižením – tým Novosibirské oblasti Jermak-Sibiř.
V roce 2017 se Mezinárodní den fotbalu a přátelství slavil v 64 zemích. Akcí na celém světě se zúčastnili slavní fotbalisté včetně srbského obránce Branislava Ivanoviče a nizozemského útočníka Dirka Kuyta. V Řecku se akce zúčastnil Theodoras Zagorakis, jenž se jako člen národního týmu stal vítězem Mistrovství Evropy 2004. V Rusku proběhl v roce 2017 na hřišti klubu Zenit zvláštní trénink pro Zachara Badjuka, mladého ambasadora programu Fotbalem k přátelství. Během tréninku brankář Zenitu Jurij Lodygin velmi vysoce ohodnotil Zacharovy schopnosti a prozradil nadějnému hráči několik tajemství o tom, jak se stát dobrým brankářem.

## Devět hodnot Fotbalem k přátelství
Během prvního mezinárodního dětského fóra, které se konalo 25. května 2013, Mladí velvyslanci z Velké Británie, Německa, Slovinska, Maďarska, Srbska, Bulharska, Řecka a Ruska formulovali prvních osm hodnot programu: přátelství, rovnost, spravedlnost, zdraví, mír, oddanost, vítězství a tradice a představili je v Otevřeném dopise. Dopis byl zaslán vedoucím mezinárodních sportovních organizací: Mezinárodní federace fotbalových asociací (FIFA), Unii evropských fotbalových asociací (UEFA) a Mezinárodnímu olympijskému výboru. V září 2013 Sepp Blatter během setkání s Vladimirem Putinem a Vitalijem Mutkem potvrdil, že dopis obdržel, a prohlásil, že je program Fotbalem k přátelství připraven podporovat.
V roce 2015 k programu Fotbalem k přátelství se připojili účastníci z Číny, Japonska a Kazachstánu, kteří navrhli přidat devátou hodnoty — čest.

## Pohár devíti hodnot
Pohár devíti hodnot jen cena mezinárodního dětského společenského programu Fotbalem k přátelství. Pohár se každý rok uděluje za největší oddanost hodnotám projektu: přátelství, rovnosti, spravedlnosti, zdraví, míru, oddanosti, vítězství, tradicím a cti. Do hlasování o vítězi se zapojují fotbaloví fanoušci z celého světa, ovšem o celkovém vítězi rozhodují hlasy účastníků programu Fotbalem k přátelství. Držiteli Poháru devíti hodnot jsou následující fotbalové týmy: Barcelona (Španělsko, 2015, 2020, 2021), Bayern (Německo, 2016), Al Wahda (Sýrie, 2016), Real Madrid (Španělsko, 2017), Brazilská fotbalová reprezentace (Brazílie, 2018), Liverpool (Anglie, 2019).

## Náramek přátelství
Všechny akce v rámci programu Fotbalem k přátelství začínají výměnou náramků přátelství, které jsou symbolem rovnosti a zdravého životního stylu. Náramek tvoří dvě šňůrky zelené a modré barvy a může ho nosit každý, kdo sdílí hodnoty programu.
Slovy Franze Beckenbauera
„Symbolem hnutí je dvoubarevný náramek, který je stejně jednoduchý a pochopitelný jako základní hodnoty programu Fotbalem k přátelství.
Mladí účastníci programu připevnili Náramky přátelství na zápěstí slavných sportovců i veřejně známých osobností, k nimž patří kromě dalších: Dick Advocaat [60], Anatolij Timoščuk a Luis Netu, Franz Beckenbauer, Luis Fernandev, Didier Drogba, Max Meyer, Fatma Samura, Leon Gorecka, Domenico Criscito, Michel Salgado, Alexander Keržakov, Dimas Pirros, Miodrag Božović, Adelina Sotniková, Jurij Kamenec.

## Aktivity účastníků mezi jednotlivými ročníky
Mladí fotbalisté, kteří se účastní projektu Fotbalem k přátelství, se podílejí i na různých akcích mimo oficiální program jednotlivých ročníků. V květnu 2013 slovinský mládežnický tým Maribor cestoval na charitativní přátelský zápas do Kambodže. Dne 14. září 2014 se v Soči měli ruští účastníci programu možnost hovořit s Vladimirem Putinem v rámci jeho setkání s prezidentem FIFA Josephem Blatterem. V červnu 2014 pozval francouzský prezident Francois Hollande fotbalový tým Taverni, který se zúčastnil projektu Fotbalem k přátelství, do Elysejského paláce, aby spolu s ním sledoval zápas mezi Francií a Nigérií na Mistrovství světa ve fotbale 2014. V dubnu 2016 se Jurij Vaščuk, ambasador programu Fotbalem k přátelství pro rok 2015, setkal s nejsilnějším mužem Běloruska, Kirillem Šinkem, a mladí fotbalisté klubu BATE se podělili o zkušenosti z účasti v programu. Jurij Vaščuk daroval Kirillovi Šimkovi symbolický Náramek přátelství, čímž mu předal štafetový kolík propagace ideálů projektu: přátelství, spravedlnosti a zdravého životního stylu.

## První NFT trofej na světě za nejlepší gól Šampionátu UEFA EURO 2020
V květnu 2021 UEFA oznámila sponzorství akciové společnosti Gazprom v rámci EURO 2020 a EURO 2024. Podmínky spolupráce zahrnuly prezentaci ocenění pro autora nejlepšího gólu UEFA EURO 2020, které bylo poprvé provedeno ve formě NFT trofeje.
Fyzický prototyp ocenění byl vytvořen ruským umělcem Pokrasem Lampasem na stánku akciové společnosti Gazprom ve fanzóně Sankt Petěrburgu na Konjušenném náměstí jako art instalace z 432 fotbalových míčů s kaligrafickým ornamentem.
V digitální trofej jsou zašifrovány názvy Šampionátu UEFA EURO 2020, Gazpromu, mezinárodního dětského sociálního programu "Fotbal pro přátelství" a propagovaných jeho Devíti hodnotami: přátelství, rovnost, spravedlnost, zdraví, mír, věrnost, vítězství, tradice a čest.
27. června art instalace ukončila svou existenci jako fyzický objekt a změnila se ve formát NFT. Všechny fotbalové míče byly umístěny do 11 hostitelských měst Šampionátu Evropy ve fotbale 2020.
15. října během slavnostního předávání cen byla digitální trofej předána Patriku Schickovi, fotbalistovi, který dal nejlepší gól Šampionátu UEFA EURO 2020 a do expozice sídla UEFA (Švýcarsko, Nyon) a sídla akciové společnosti Gazprom (Rusko, Sankt Petěrburg) byl předán hologram ocenění.

## Mezinárodní cena "Fotbalu pro přátelství"
Mezinárodní cena "Fotbalu pro přátelství" je určena k odhalení všech možných idejí pro sportovní trénování, učení mladých fotbalistů, spolupráce v oblasti dětského fotbalu a propagaci těchto idejí po celém světě. Účelem Ceny je přitáhnutí pozornosti k otázkám rozvoje dětského fotbalu v podmínkách globální digitalizace a formování komunity stejně smýšlejících lidí, kteří tato směrování rozvíjejí.

## Mezinárodní akademie "Fotbalu pro přátelství" pro trenéry
Mezinárodní Akademie "Fotbalu pro přátelství" je bezplatná vzdělávací on-line platforma, dostupná v různých jazycích, která zahrnuje sadu praktických cvičení, zaměřených na zvýšení kvalifikace trenérů mládežnických týmů a fotbalových sekcí, jakož i učitelů tělesné výchovy. V základu kurzu Akademie jsou znalosti, praktické rady a doporučení ohledně organizace tréninků, propagování hodnot zdravého a aktivního životního stylu, jakož i respektu k různým kulturám a národnostem mezi mladými hráči. Výukový kurz byl vyvinut autory sportovního a humanitárního programu projektu "Fotbal pro přátelství" - vedoucími učebního procesu a trenéry akademi FC Barcelona, odborníky programů FIFA.

## Mezinárodní tábor přátelství
Vzdělávací program, ve kterém účastníci "Fotbalu pro přátelství" pod vedením profesionálních koučů tábora absolvují trénink a teambuilding. Iniciativa pomáhá dětem spolu vycházet nejen na fotbalovém hřišti, ale i v reálném životě, vymyslet taktiku a cítit, že kolegové z týmu stojí za vámi. Součástí Tábora je Škola "Devíti hodnot", ve které se mladí účastníci dovědí o hodnotách programu a jak je použít na hřišti a v běžném životě.

## Ekologická iniciativa
Od roku 2016 program "Fotbal pro přátelství" každoročně provádí Ekologickou iniciativu. Mladí účastníci programu otevřeli "Sad přátelství" v parku Trenno v Miláně, kde každý z 32 mezinárodních týmů zasadil svůj strom. Třicátý třetí strom zasadili invalidní děti z Fondu Dona Carla Gnocchi.
V roce 2018 Mladí vyslanci programu přitáhli pozornost společnosti k zvířatům, kterým hrozí vyhynutí. Každý rok jsou Mezinárodní reprezentace Přátelství nazývány na počest vyhynulých a ohrožených druhů zvířat. I v roce 2018, během finálových akcí v Moskvě, byly pro Mladé účastníky organizovány ekologické cesty s využitím autobusů s palivem z přírodního plynu.
V roce 2020 provedli Mladí účastníci programu webinář F4F Speaks for Nature, věnovaný péči o ekologii v rámci Světového dne životního prostředí, vyhlášeného OSN.
V roce 2021 se Mladí účastníci se světem podělili o způsoby, jak může každý z nás denně pomáhat planetě a spustili výzvu Small Steps to Save the Planet.

## Multiuživatelský fotbalový simulátor F4F World
Speciální digitální platforma, vytvořená pro program "Fotbal pro přátelství", sjednotila hráče každého věku z 211 zemí a regionů a stala se základem pro mezinárodní soutěže, jakož  i herním místem, kde si každý, kdo si přeje může zatrénovat, zapojit se do smíšených mezinárodních týmů a zahrát si jakoukoli hru ve formátu "Fotbalu pro přátelství" bez toho, aby vyšel z domu.

## Ceny a ocenění
K roku 2021 má "Fotbal pro přátelství" více než 60 národních a mezinárodních ocenění v oblasti sociální odpovědnosti, sportu a komunikace, včetně tří titulů GUINNESS WORLD RECORDS ™ za největší počet národností na fotbalovém tréninku v historii, největší počet uživatelů na fotbalové on-line akci v historii a největší počet uživatelů na virtuálním stadionu. Mezi ostatními oceněními jsou SABRE Awards v části KCO (USA), Gold Quill Awards za nejlepší sociální projekt na planetě (USA), Grand Prix Stříbrný lučištník (Rusko), IPRA Awards za nejlepší kampaň na podporu Cílů udržitelného rozvoje OSN (Velká Británie), Globální ocenění ICCO za mezikulturní komunikace (Velká Británie) a další.
V roce 2020 obdržela Mezinárodní akademie "Fotbalu pro přátelství" ocenění PRNEWS' Platinum PR Awards (USA) a v roce 2021 You Tube Show "Stadion je tam, kde jsem já" a "Dobré zprávy", organizované dětmi na začátku pandemie pro podporu lidí na celém světě, získaly ocenění za nejlepší You Tube kanál.